# Сименс, Джордж

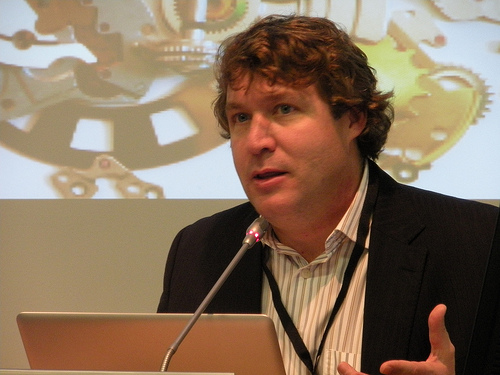
Джордж Сименс на конференции в ЮНЕСКО 2009

Джордж Си́менс (англ. George Siemens; род. 1970) — американский педагог, также известен как писатель, теоретик, лектор и исследователь влияния сетей, технологий, аналитики и визуализации, открытости и эффективности в цифровой среде на педагогику. Является создателем теории коннективизма и автором статьи Connectivism: A Learning Theory of the Digital Ageи и книги Knowing Knowledge — исследование влияния изменившихся условий и характеристик знания.

## Академическая деятельность
Сименс начал работать в Университете штата Техас в Арлингтоне в декабре 2013 года в качестве исполнительного директора обучения Инновации и сети знания, он также возглавил исследовательскую лабораторию, которая открылась весной 2014 года. Он был бывший профессор центра дистанционного образования и исследователь и стратег Научно-исследовательского института Технологии расширенного знания (TEKRI) в Университете Утабаски в Альберте, Канада. Его научные интересы: социальные медиа, планирование, исследования и реализацию социально-сетевых технологий, с акцентом на системное воздействие и институциональные изменения.
До работы в Университете Атабаски Сименс занимал должность заместителя директора Центра, ответственного научно-исследовательских разработки, образовательные технологии университета Манитобы. Получил почетную докторскую степень от Университета де-Сан-Мартин-де-Поррес (англ.) (май 2012) и Университета долины Фрейзера (июнь 2014).

## Массовые открытые онлайн-курсы (mooc)
Сименс является канадским педагогом, который внедрил массовые онлайн открытые курсы (МООК).

### Различие междуcMOOCsиxMOOCs
Технологии в коннективистском формате называются cMOOCs, в отличие от технологий, называемые xMOOCs, которые, как правило, либо инструктивистские или конструктивистские. Сименс совместно с Бейкером (англ.), Гашевичем (англ.) и Роузом, а также Митросом и Корнье работают над соединением двух форматов.